# Моретти, Франко
Франко Моретти (итал. Franco Moretti; род. 1950, Сондрио) — итальянский социолог литературы, работает в США. Старший брат кинорежиссёра Нанни Моретти.

## Биография
Защитил докторскую диссертацию по английской литературе 1930-х годов в Римском университете с оценкой summa cum laude (1972). Преподавал в университетах Салерно (1979—1983) и Вероны (1983—1990).
В 1990—2000 годах — профессор сравнительного литературоведения в Колумбийском университете. В 2000—2016 — годах профессор в Стэнфорде. Выступал с лекциями, вёл семинары в Чикаго, Принстоне, Беркли.

Был близок к неомарксизму, изучал воздействие идеологии на литературу. Позднее соединил идеи литературной эволюции с интересом к центропериферийным отношениям в культуре и количественными методами исследования больших массивов данных. Вот как Моретти описывает свой путь к «методу дальнего чтения»:
«…когда я изучал эволюцию, теория видообразования Эрнста Майра указала мне на роль географии в производстве новых форм, и я обратился к картографии, чтобы делать литературные карты. Но для карт требуются однородные данные, поэтому я начал <…> делать диаграммы библиотечных фондов и потоков перевода. Эволюция, география, карты, последовательности, диаграммы… <…> Однажды я осознал, что исследование морфологической эволюции перешло в анализ количественных данных»
Методологический вызов «дальнего чтения» заключается в том, что, предполагая некие гипотезы и конструируя свой объект, оно допускает и даже с необходимостью подразумевает верификацию. Данный метод можно противопоставить основному методу классического литературоведения — медленному чтению, которое иногда называют «close reading».
Организовал и возглавляет Стэнфордскую лабораторию литературы, где ведутся количественные исследования литературных феноменов (роман, новелла, поэзия).
Член Американской академии искусств и наук (2006).

## Труды
- Letteratura e ideologie negli anni Trenta inglesi (1976)
- Signs Taken for Wonders: Essays in the Sociology of Literary Forms  (1983, яп. пер.)
- The Way of the World: the Bildungsroman in European culture (1987)
- Modern Epic: the World-System from Goethe to Garcia Marquez (1995)
- Atlas of the European Novel, 1800—1900 (1998, нем. пер. 1999, фр. пер. 2000)
- Graphs, Maps, Trees: Abstract Models for a Literary History (2005, тур. пер. 2006, фр. пер. 2008)
- The Novel. 2 vols. (2006, редактор-составитель)
- Distant Reading (2013, сб. статей разных лет; премия Национального сообщества критиков и рецензентов)
  - Дальнее чтение / Пер. с англ. А. Вдовина, О. Собчука и А. Шели; под науч. ред. И. Кушнаревой. — М.: Издательство Института Гайдара, 2016. — 352 с. — ISBN 978-5-93255-446-3.
- The Burgeois: Between History and Literature (2013)
  - Буржуа: между историей и литературой / Пер. с англ. Инны Кушнаревой. — М. : Издательство Института Гайдара, 2014. — 264 с. — ISBN 978-5-93255-394-7
    - Введение: понятия и противоречия // Экономическая социология. 2014. Т. 15. № 3.